# Tournoi interclubs féminin de l'UNCAF 2023
Navigation
Édition précédente
Le Tournoi interclubs féminin de l'UNCAF 2023 est la sixième édition de cette compétition inter-clubs centraméricaine de football féminin organisée par l'UNCAF. La LD Alajuelense est le tenant du titre. Le tournoi se déroule au Panama du 3 au 9 septembre 2023.

## Format
Les participants sont d'abord répartis en deux groupes de quatre équipes, dans lesquels ils s'affrontent une fois. Ils disputent ensuite un match de classement face à l'équipe arrivée au même rang dans l'autre groupe.

## Participants
Le Puerto Rico Sol, champion de Porto Rico, est invité au tournoi. Les Salvadoriennes de Santa Tecla ne participent finalement pas à la compétition, remplacées par les Panaméennes du Sporting San Miguelito.
| Pays       | Club                   | Part. |
| ---------- | ---------------------- | ----- |
| Belize     | Sagitun Girlz          | 1re   |
| Costa-Rica | LD AlajuelenseT        | 2e    |
| Guatemala  | Unifut                 | 4e    |
| Honduras   | CD Olimpia             | 3e    |
| Nicaragua  | Somotillo FC           | 2e    |
| Panama     | Sporting San Miguelito | 1re   |
| Panama     | Tauro FC               | 2e    |
| Porto Rico | Puerto Rico Sol        | 1re   |

## Résultats

### Phase de groupes

#### Groupe A
| Rang | Équipe          | Pts | J | G | N | P | Bp | Bc | Diff |  | Résultats (▼ dom., ► ext.) |  |     |     |     |
| ---- | --------------- | --- | - | - | - | - | -- | -- | ---- |  | -------------------------- |  | --- | --- | --- |
| 1    | Tauro FC        | 9   | 3 | 3 | 0 | 0 | 9  | 2  | +7   |  | Tauro FC                   |  | 1-0 | 4-1 | 4-1 |
| 2    | Unifut          | 4   | 3 | 1 | 1 | 1 | 4  | 2  | +2   |  | Unifut                     |  |     | 1-1 | 3-0 |
| 3    | Puerto Rico Sol | 4   | 3 | 1 | 1 | 1 | 5  | 6  | -1   |  | Puerto Rico Sol            |  |     |     | 3-1 |
| 4    | Sagitun Girlz   | 0   | 3 | 0 | 0 | 3 | 2  | 10 | -8   |  | Sagitun Girlz              |  |     |     |     |

#### Groupe B
| Rang | Équipe         | Pts | J | G | N | P | Bp | Bc | Diff |  | Résultats (▼ dom., ► ext.) |  |     |     |     |
| ---- | -------------- | --- | - | - | - | - | -- | -- | ---- |  | -------------------------- |  | --- | --- | --- |
| 1    | LD Alajuelense | 9   | 3 | 3 | 0 | 0 | 8  | 0  | +8   |  | LD Alajuelense             |  | 4-0 | 1-0 | 3-0 |
| 2    | CD Olimpia     | 4   | 3 | 1 | 1 | 1 | 3  | 6  | -3   |  | CD Olimpia                 |  |     | 2-1 | 1-1 |
| 3    | Sporting SM    | 3   | 3 | 1 | 0 | 2 | 4  | 4  | 0    |  | Sporting SM                |  |     |     | 3-1 |
| 4    | Somotillo FC   | 1   | 3 | 0 | 1 | 2 | 2  | 7  | -5   |  | Somotillo FC               |  |     |     |     |

### Match pour la7eplace
| Match pour la 7e place | Atlético Somotillo FC | 3 – 1 | Sagitun Girlz |  |
| 9 septembre 2023       |                       |       |               |  |

### Match pour la5eplace
| Match pour la 5e place | Puerto Rico Sol | 4 – 2 | Sporting San Miguelito |  |
| 9 septembre 2023       |                 |       |                        |  |

### Match pour la3eplace
| Match pour la 3e place | CD Olimpia | 1 – 5 | Unifut |  |
| 9 septembre 2023       |            |       |        |  |

### Finale
| Finale           | Tauro FC          | 2 – 2 | LD Alajuelense |  |
| 9 septembre 2023 |                   |       |                |  |
|                  | Tirs au but 3 - 5 |       |                |  |